# Disney Channel (Australia e Nuova Zelanda)
Disney Channel è stato un canale televisivo australiano-neozelandese di proprietà della The Walt Disney Company (Australia) Pty Ltd., versione locale dell'omonima emittente statunitense.
Il canale ha chiuso il 2 aprile 2020 e la maggior parte del suo contenuto è stato trasferito su Disney+.

## Canali affiliati

### Disney Junior
Lanciato il 5 dicembre 2005 come "Playhouse Disney", è stato ribattezzato "Disney Junior" il 29 maggio 2011. Ha cessato le trasmissioni il 30 aprile 2020.

### Disney XD
E stato lanciato il 10 aprile 2014 con un target di bambini compresi tra 6 e 14 anni. Ha terminato le trasmissioni il 6 gennaio 2019.